# Бесфабричная компания
Бесфабричная компания (фаблесс, от англ. fabless — fab[rication] и -less) — модель организации бизнеса в электронной промышленности, при которой компания-производитель специализируется только на разработке и продаже микроэлектроники, но не имеет собственных производственных мощностей, то есть пользуется услугами OEM-предприятий для производства. То есть, чтобы изготовить продукцию, спроектированную в собственных лабораториях, такая компания передаёт технологию и размещает заказ на специализированном производстве других компаний, которые часто называют кремниевыми заводами.
Такой способ деятельности компании основывается на принципе разделения труда, нацеливающий на повышение эффективности в условиях конкуренции: отказываясь от содержания собственного производства, компания-разработчик получает возможность более эффективно использовать свои ресурсы и сосредоточить усилия только на исследованиях и проектировании конечного продукта. В свою очередь, контрактный производитель сосредоточен на эффективном поддержании конкурентоспособности заводских мощностей. Эта бизнес-модель как нельзя лучше подходит для выхода на рынок новых компаний, позволяя свести к минимуму стартовые инвестиции.
Пионерами этого направления считаются Берни Вандершмидт (компания Xilinx) и Гордон Кэмбелл (компания Chips and Technologies).

## История
До 1980-х годов микроэлектронные компании владели собственными фабриками и разрабатывали микросхемы, которые сами же и производили. Они же занимались сборкой и тестированием.
К тому времени при поддержке капитала частных акционеров начали формироваться более мелкие компании под руководством квалифицированных инженеров с предпринимательским талантом, которые стали создавать собственные инновационные конструкции микросхем. Как и всякая высокотехнологичная промышленность, полупроводниковое производство является очень дорогим, особенно для тех, кто только начинает расти. Выходом для них стало размещение заказов на избыточных мощностях уже существующих фабрик.
Одновременно с этим появилась и индустрия независимых фабрик — первым был Моррис Чанг, основавший компанию Taiwan Semiconductor Manufacturing Corporation (TSMC).
В 1994 году группа директоров микроэлектронных компаний во главе с Джоди Шелтон решили создать ассоциацию бесфабричных полупроводниковых компаний Fabless Semiconductor Association (FSA) с целью способствовать глобальному развитию этой бизнес-модели. В то время это считалась временной мерой для того, чтобы занять простаивающие производственные мощности, в то время как компании строили свои собственные заводы. Сейчас ассоциация насчитывает уже более 500 членов.
Бесфабричные компании пережили этап скептического отношения к себе, и в 1990-х годах пример таких компаний, как Nvidia, Broadcom и Xilinx доказал жизнеспособность идеи. В 1994 году их было всего три — Cirrus Logic, Adaptec и Xilinx, с доходом чуть выше 250 млн долл., а в 2007 году число бесфабричных компаний с доходом свыше 1 млрд долл. перевалило за десяток.
Неожиданно даже некоторые компании-собственники полупроводниковых фабрик стали пользоваться услугами этого бизнеса, например, Conexant Systems, Semtech и LSI Logic. Даже крупные игроки рынка микроэлектроники, такие как Freescale, Infineon, Texas Instruments и Cypress Semiconductor используют внешние фабрики для производства части своего ассортимента.